# (2454) Olaus Magnus
(2454) Olaus Magnus es un asteroide perteneciente al cinturón de asteroides, descubierto el 21 de septiembre de 1941 por Yrjö Väisälä desde el Observatorio de Iso-Heikkilä, en Turku, Finlandia.

## Designación y nombre
Designado provisionalmente como 1941 SS. Fue nombrado Olaus Magnus en honor al escritor, cartógrafo y eclesiástico sueco Olaus Magnus.